# Rosika Schwimmer

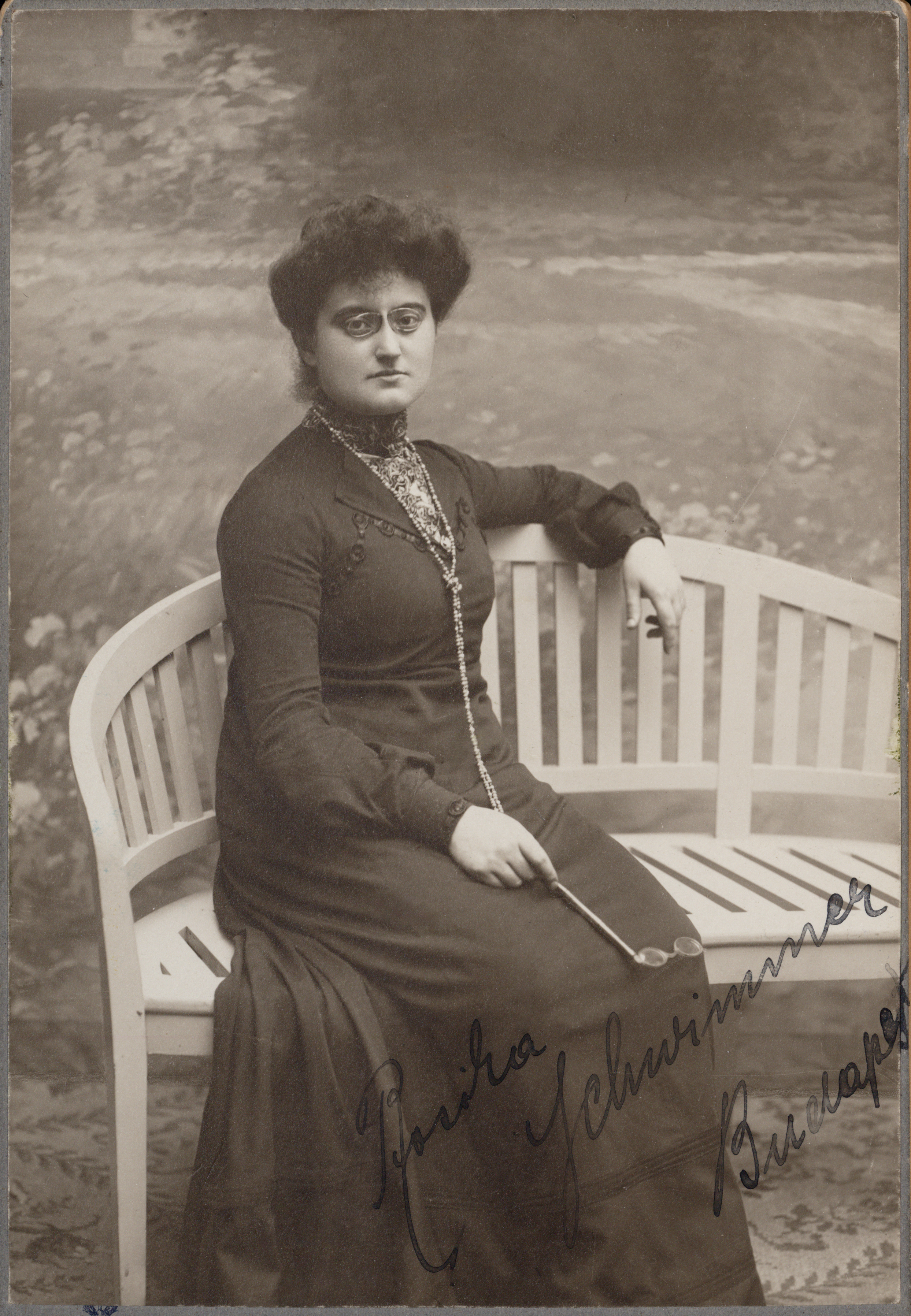
Rosika Schwimmer (19. Jahrhundert)

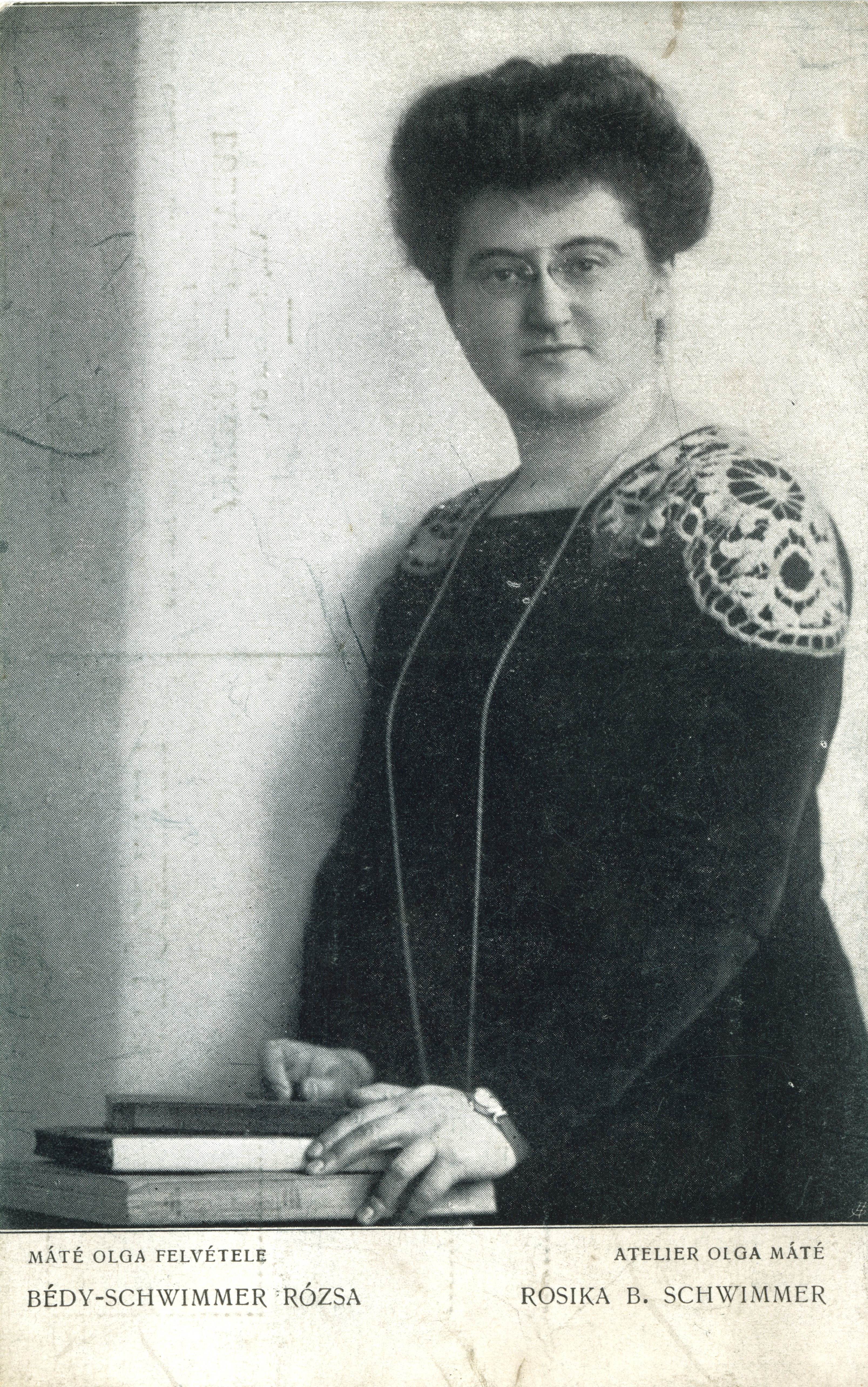
Rosika Schwimmer 1913 anlässlich der internationalen Frauenstimmrechtskonferenz in Budapest

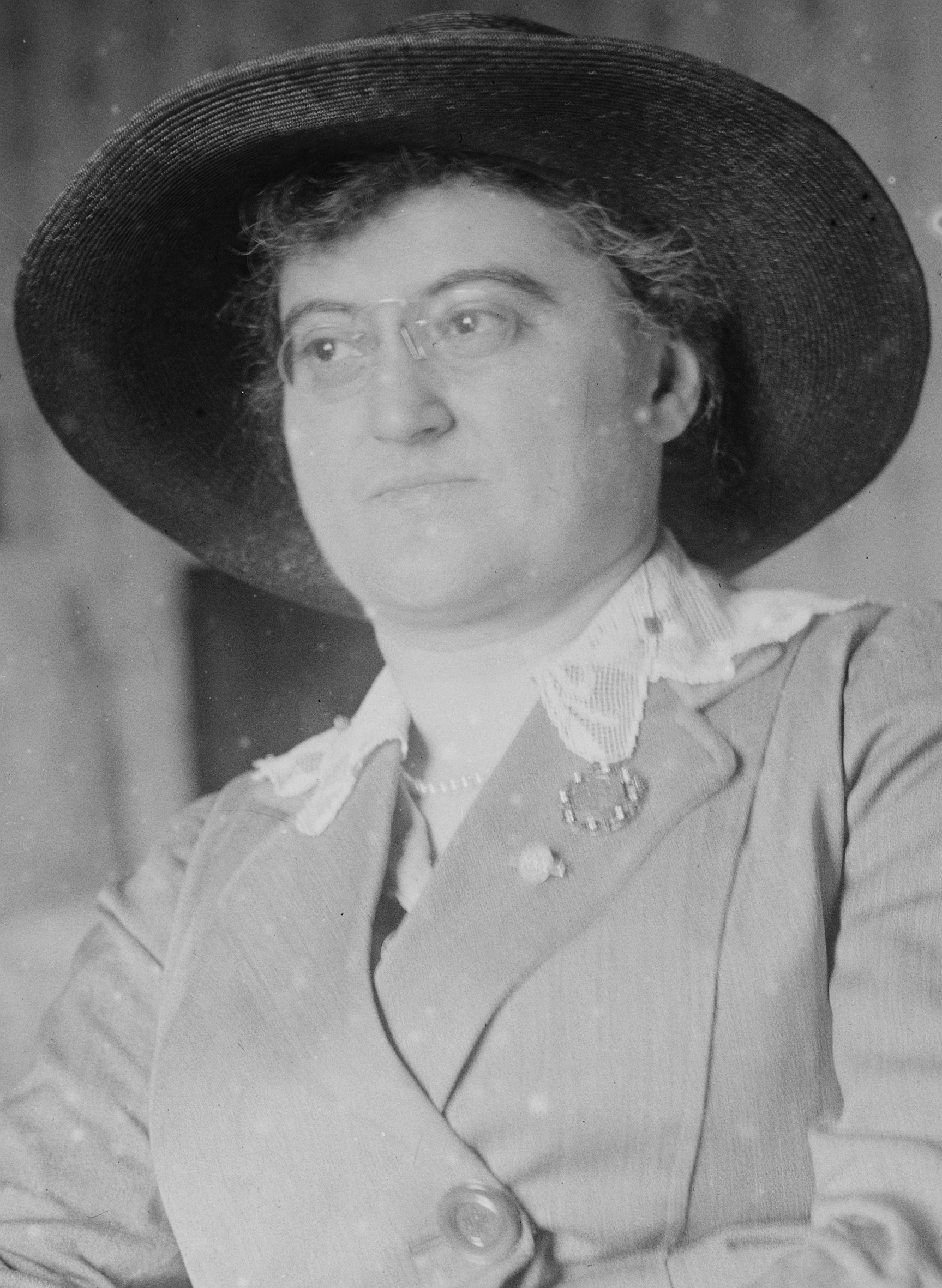
Rosika Schwimmer (vor 1923)

Rosika Schwimmer (geboren 11. September 1877 in Budapest, Österreich-Ungarn als Rózsa Schwimmer; gestorben 3. August 1948 in New York City) war eine ungarische Feministin und Pazifistin.

## Leben

### Jugend und Familie
Rózsa Schwimmer stammte aus einer ungarisch-jüdischen Familie. Sie besuchte die Schule in Temesvár, brach aus finanziellen Gründen ihr Studium ab und arbeitete im Buchhandel. Ihr Onkel war der Pazifist Leopold Katscher, dessen Korrespondenz mit Bertha von Suttner später an Schwimmer ging. Zwischen 1911 und 1913 war Schwimmer mit dem Journalisten Bédy verheiratet, daher trug sie gelegentlich auch den Namen Bédy-Schwimmer.

### Sozialpolitische Aktivitäten in Ungarn
1897 gründete sie in Budapest den Verein für weibliche Büroangestellte. dem sie bis 1912 vorstand, und 1903 den ersten ungarischen Arbeiterinnenverein. In dem im Jahr 1904 gegründeten Ungarischen Feministinnenverein. für dessen Leitung sie Vilma Glücklich gewinnen konnte, war sie in der Zeitschrift Frau und Gesellschaft (A nő és a társadalom) als Herausgeberin tätig. Ihre Schwerpunkte lagen hier auf den Gebieten Recht des Kindes und Mutterschutz, sowie Propagierung der Zentralhaushaltung als Alternative zur privatisierten Hausarbeit. 1909 wurde sie in den Ausschuss des ungarischen Innenministeriums berufen, der ein Mutterschutzgesetz vorbereitete, das erstmals auch der unehelichen Mutter ein Minimum an Rechten gewähren sollte.

„Obwohl die ungarische Frau als Gattin, besonders vermögensrechtlich, eine viel vorteilhaftere Stellung hat als die deutsche, englische, holländische, usw., steht die Mutter in Ungarn unter denselben Gesetzen der Unlogik, Ungerechtigkeit und Grausamkeit, die fast die ganze menschliche Gesellschaft beherrschen. Poesie und Prosa verherrlichen die Mutterschaft, stellen die Mutter als Typus des Vollweibes dar. Außerhalb dieser luftigen Regionen jedoch ist die Mutter, die eheliche wie die uneheliche, Trägerin der Dornenkrone.“

Sie wurde korrespondierendes Mitglied der International Woman Suffrage Alliance (IWSA) und organisierte den internationalen Frauenstimmrechtskongress 1913 in Budapest. Schwimmer begleitete Carrie Chapman Catt durch Europa, um für das Frauenwahlrecht zu agitieren.

### Tätigkeit als internationale Korrespondentin

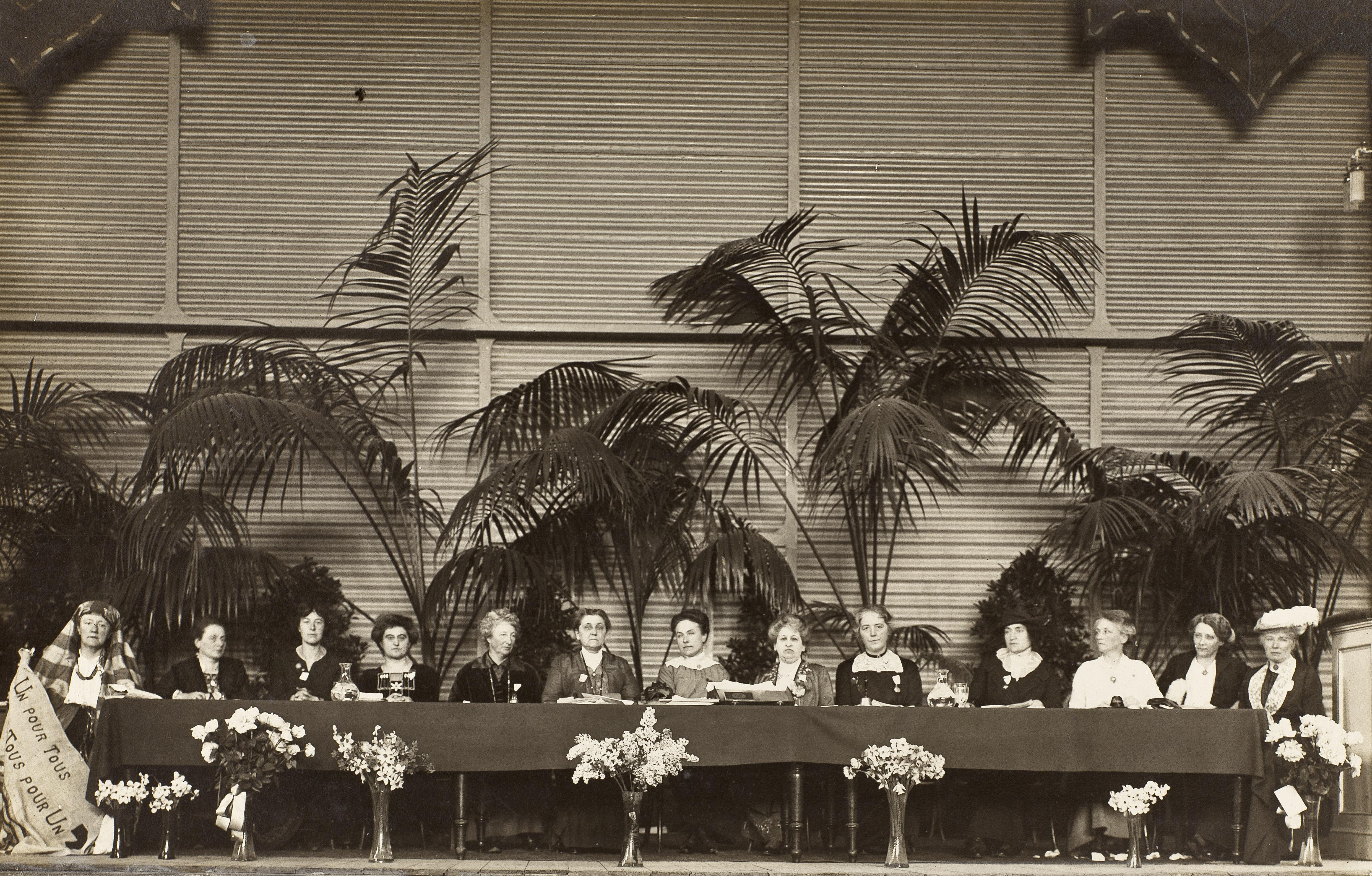
International Congress of Women 1915 in Den Haag. 4. von links Rosika Schwimmer

1914 ging sie als Korrespondentin verschiedener europäischer Zeitungen und für die IWSA nach London. Nach dem Attentat von Sarajewo war sie die einzige Pressevertreterin, die während der Julikrise bei einem Pressegespräch am 9. Juli 1914 den britischen Politiker David Lloyd George auf die Gefahr eines Kriegsausbruches hinwies. Nach Kriegsbeginn konnte sie nicht mehr nach Österreich-Ungarn zurückkehren. In der IWSA arbeitete Schwimmer für eine möglichst baldige Beendigung des Krieges durch Schlichtung und internationale Vermittlung und versuchte bereits am 18. September 1914 mit Catt auf den amerikanischen Präsidenten Woodrow Wilson einzuwirken. Sie tourte im Herbst 1914 – letztendlich erfolglos – durch die USA. Sie unterstützte Jane Addams, die 1915 die Women’s International League for Peace and Freedom gründete und die dem Internationalen Frauenfriedenskongress in Den Haag im April/Mai 1915 vorsaß, bei dem Grundsätze einer dauerhaften Friedensordnung formuliert wurden: Selbstbestimmungsrecht der Völker, Verpflichtung zur friedlichen Austragung internationaler Konflikte, demokratische Kontrolle der Außenpolitik, Gleichberechtigung der Frauen. Delegationen sollten die Resolution persönlich bei den Regierungen abgeben. Schwimmer gewann 1915 die Unterstützung durch Henry Ford und dessen Sekretär Louis Lochner, der das Ford Peace Ship nach Stockholm schickte.

### Rückkehr nach Ungarn
Bei Ende des Ersten Weltkriegs kehrte sie nach Ungarn zurück und wurde durch die kurzlebige erste republikanische Regierung Ungarns unter Mihály Károlyi als Botschafterin Ungarns in die Schweiz entsandt, sie gilt damit als erste Diplomatin Ungarns. In Bern wurde sie allerdings von der Schweizer Regierung unfreundlich empfangen. Schon im Februar 1919, also vor der Etablierung der Ungarischen Räterepublik, wurde sie vom Berufsdiplomaten Julius von Szilassy abgelöst. Die Räteregierung unter Béla Kun verweigerte ihr den Reisepass, so dass sie im Sommer 1919 nicht am Züricher Frauenkongress teilnehmen konnte.

### Exil in den USA
Bei Ausbruch des Weißen Terrors in Ungarn stand sie auf einer Suchliste und floh nach Wien. Nach der Einrichtung des autoritären Regimes unter Miklós Horthy konnte sie nicht mehr nach Ungarn zurückkehren. Von Wien aus emigrierte sie in die USA, und es wurde ihr die ungarische Staatsbürgerschaft aberkannt. Als Staatenlose lebte Rosika Schwimmer von 1921 bis zu ihrem Tode 1948 im Exil in den USA, wo ihr wegen ihres konsequenten Pazifismus 1926 die Einbürgerung verweigert wurde. Sie hatte die Erklärung, das Land mit der Waffe zu verteidigen, nicht unterschreiben wollen. Der von ihren Unterstützern angestrengte Musterprozess „United States vs. Schwimmer“ vor dem Supreme Court of the United States ging 1929 zu ihren Ungunsten aus. Schwimmer wurde Ende der 1920er Jahre in den USA publizistisch je nach Sichtweise als Agentin der Bolschewisten, Spionin der Deutschen oder Teil des Weltjudentums bekämpft.
Schwimmer wurde Vizepräsidentin der Women’s International League for Peace and Freedom und war Mitarbeiterin im „World Centre for Women’s Archives“ in New York. 1933 startete sie die Kampagne „Weltbürgerschaft für Staatenlose“. Schwimmer war 1948 unter den Kandidaten für den Friedensnobelpreis, der wegen der Ermordung Mahatma Gandhis und ihres vorzeitigen Ablebens in dem Jahr gar nicht vergeben wurde.
Ein Teil ihres Nachlasses befindet sich im Besitz der Hoover Institution.

## Schriften
- A férfi szívéhez vezető út. A nő és a társadalom, 1907.
- Mire férfiak leszünk. A nő és a társadalom, 1907.
- Az anyaság védelme. A nő és a társadalom, 1908.
- A férfiasság csődje. A nő és a társadalom, 1909.
- A női ruházat reformja és a politika. A nő és a társadalom, 1909.
- A német nők válasza. A nő és a társadalom, 1912.
- A nők választójoga Angliában. A Nő, 1914.
- A békemozgalom kötelességei. A finn válság. A Nő, 1914.
- Nők napja. A Nő, 1914.
- A béke kálváriája. A Nő, 1917.
- Ehe-Ideale und Ideal-Ehen: Aeusserungen moderner Frauen. Continent, Berlin 1905.
- Sexualreform in Ungarn. In: Helene Stöcker (Hrsg.): Die Neue Generation. Publikationsorgan des Bundes für Mutterschutz, 4. Jahrgang, Heft 2, Februar, 1908, S. 50 ff., Oesterheld Verlag, Berlin, ngiyaw-ebooks.org.
- Ohne Frauen kein allgemeines Wahlrecht. Deutscher Verband für Frauenstimmrecht. Druck von W. & S. Loewenthal, Berlin 1908.
- Staatlicher Kinderschutz in Ungarn. F. Dietrich, Gautsch b. Leipzig 1909.
- Wichtige Momente in der Entwicklung des Mutterschutzes und der Mutterschaftsversicherung. In: Adele Schreiber (Hrsg.): Mutterschaft: ein Sammelwerk für die Probleme des Weibes als Mutter. Einleitung von Lily Braun. Langen, München 1912, S. 371–384.
- Die Lage der Frau als Mutter in den verschiedenen Ländern. Ungarn. In: Adele Schreiber (Hrsg.): Mutterschaft: ein Sammelwerk für die Probleme des Weibes als Mutter. Einleitung von Lily Braun. Langen, München 1912, S. 503–510.
- Tisza Tales. Doubleday, Doran and Company, Garden City NY 1928.